# Cornelis de Jode
Pour les articles homonymes, voir De Jode.
Cornelis de Jode (Anvers, 1568 - Mons, 1600) est un cartographe et graveur flamand.

## Biographie
Cornelis de Jode est né à Anvers en 1568. Il est le fils du cartographe Gerard de Jode.
Il étudie les sciences à l'Académie de Douai[réf. souhaitée].

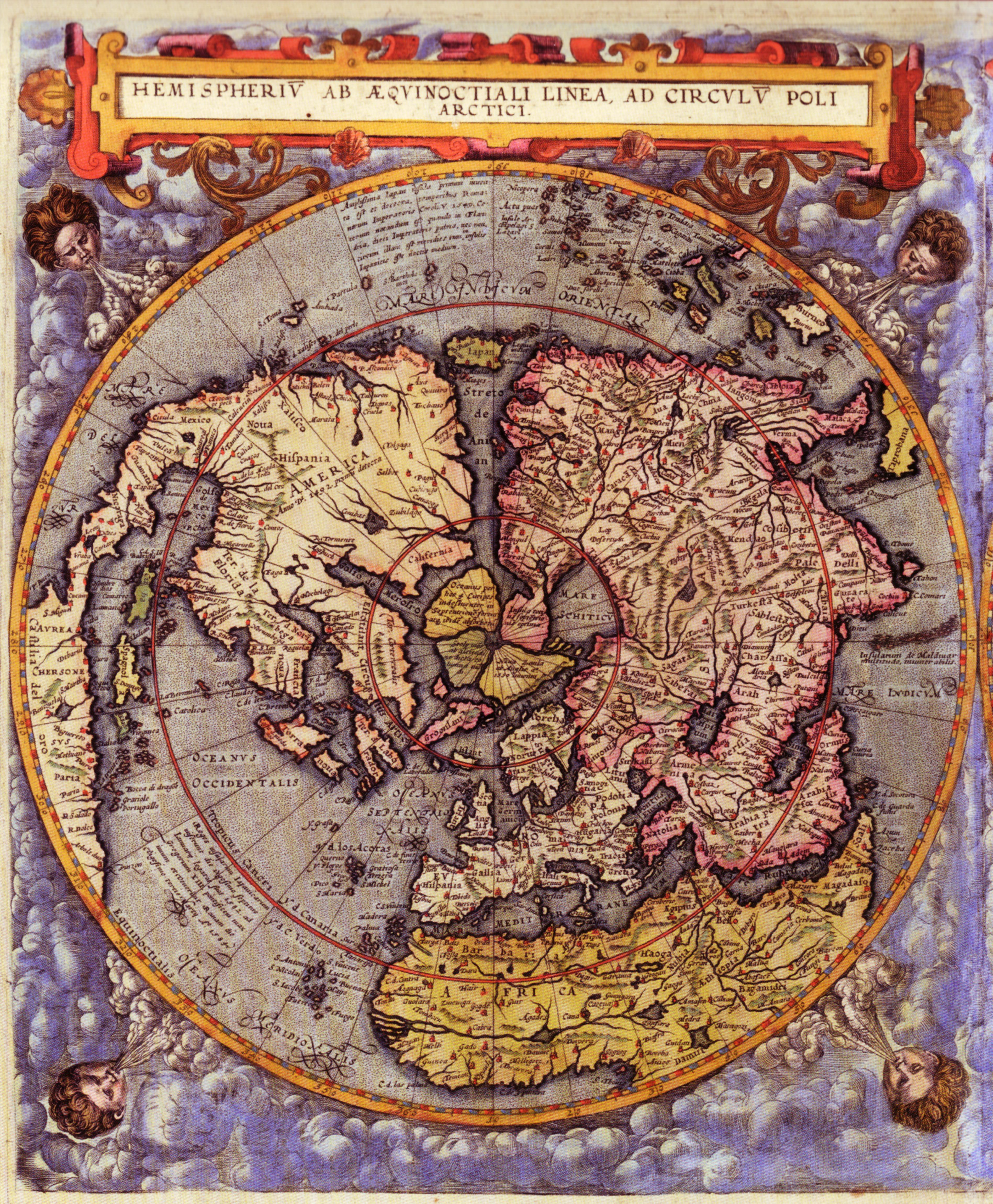
Carte de l'hémisphère nord. Impression en couleur d'une gravure sur cuivre.

Quand Gerard de Jode meurt en 1591, Cornelis reprend le travail de son père, un atlas incomplet, qu'il publie en 1593 à Anvers sous le nom de Speculum Orbis Terrae (en). L'atlas a été abondamment plagié, ce qui lui a valu d'être un échec commercial ; les spécialistes contemporains considèrent cependant les cartes de De Jode comme des plagiats du Theatrum Orbis Terrarum d'Abraham Ortelius en style — auquel le Speculum Orbis Terrae était voué à faire concurrence —, et des travaux des cartographes portugais et espagnols pour les détails.
Il a travaillé à Francfort-sur-le-Main en 1593-1594 puis rentre à Anvers en 1595, où il devient membre de la guilde de Saint-Luc locale.
Il a aussi travaillé en Espagne et a visité la Norvège, le Danemark et l'Islande.
Cornelis de Jode est mort à Mons le 17 octobre 1600.